# Powiat Celldömölk
Powiat Celldömölk (węg. Celldömölki járás) – jeden z jedenastu powiatów komitatu Vas na Węgrzech. Siedzibą władz jest miasto Celldömölk.

## Miejscowości powiatu Celldömölk
- Boba
- Borgáta
- Celldömölk
- Csönge
- Duka
- Egyházashetye
- Jánosháza
- Karakó
- Keléd
- Kemeneskápolna
- Kemenesmagasi
- Kemenesmihályfa
- Kemenespálfa
- Kemenessömjén
- Kemenesszentmárton
- Kenyeri
- Kissomlyó
- Köcsk
- Mersevát
- Mesteri
- Nagysimonyi
- Nemeskeresztúr
- Nemeskocs
- Ostffyasszonyfa
- Pápoc
- Szergény
- Tokorcs
- Vönöck